# غوریان، افغانستان
غوریان (به لاتین: Ghurian) یک منطقهٔ مسکونی در افغانستان است که در ولایت هرات واقع شده‌است. غوریان ۵۴٬۰۰۰ نفر جمعیت دارد و ۷۹۰ متر بالاتر از سطح دریا واقع شده‌است.غوریان یکی از مشهور ترین ولسوالی های شهر هرات است و دارای یک اثر تاریخی بسیار قدیمی است که مسجد جامعه باستانی غوریا شهرت دارد که در زمان تیموریان هرات بنا شده است و